# Колібрі-діамант королівський
Колі́брі-діама́нт королівський (Heliodoxa imperatrix) — вид серпокрильцеподібних птахів родини колібрієвих (Trochilidae). Мешкає в Колумбії і Еквадорі

## Опис

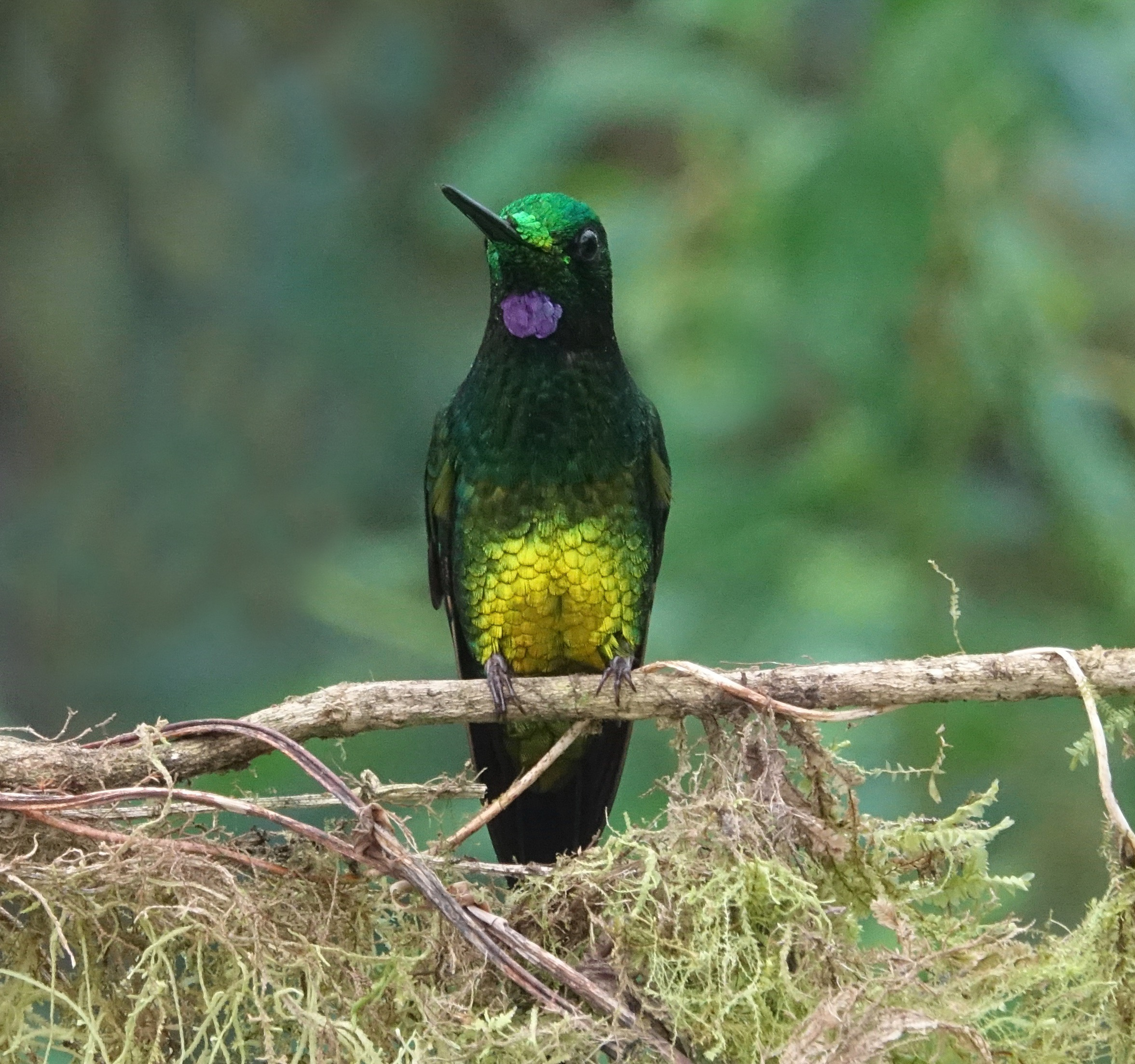
Королівський колібрі-діамант

Довжина самців становить 15-17 см, вага 9,3 г, довжина самиць 12-13,5 см, вага 8,3 г. У самців лоб, обличчя і груди темно-зелені, блискучі, в центрі горла блідо-фіолетова райдужна пляма квадратної форми. Тім'я і потилиця темно-зелені, решта верхньої частини тіла темно-бронзово-зелена. Живіт золотисто-зелений, блискучий. Хвіст роздвоєний, центральні стернові пера темно-бронзові, решта стернових пер чорні з бронзовим відблиском. Дзьоб чорний, прямий, лапи темно-сірі.
У самиць верхня частина тіла бронзово-зелена. Центральна частина горла і груди сіруваті, сильно поцятковані бронзово-зеленими плямами, боки повністю бронзово-зелені, живіт золотисто-зелений. Центральні стернові пера бронзово-зелені, решта тьмяно-чорнуваті з бронзовим відблиском.
У молодих самців голова, горло і груди тьмяні, темно-бронзово-зелені, підборіддя і горло з боків яскраво-охристі, живіт більш тьмяний і бронзовий, ніж у дорослих. У молодих самиць підборіддя також охристе, зелені пера на грудях у них більш тьмяні, ніж у дорослих, і мають охристі краї.

## Поширення і екологія
Королівські колібрі-діаманти мешкають на західних схилах Анд в Колумбії і Еквадорі (на південь до Пічинчи). Вони живуть у вологих рівнинних, гірських і хмарних тропічних лісах та на узліссях, на висоті від 400 до 2000 м над рівнем моря. Живляться нектаром квітучих ліан з родів Marcgravia і Marcgraviastrum, епіфітів з родини вересових, а також дрібних комах, яких збирають з рослинності. Шукають їжу в середньому і верхньому ярусах лісу, самиці також в підліску. Сезон розмноження триває з січня по квітень. Гніздо чашоподібне, робиться з луски деревоподібної папороті і павутиння.